# Allinges
Allinges és un municipi francès situat al departament de l'Alta Savoia i a la regió d'Alvèrnia-Roine-Alps. L'any 2007 tenia 3.549 habitants.

## Demografia

### Població
El 2007 la població de fet d'Allinges era de 3.549 persones. Hi havia 1.276 famílies de les quals 205 eren unipersonals (113 homes vivint sols i 92 dones vivint soles), 456 parelles sense fills, 520 parelles amb fills i 95 famílies monoparentals amb fills.
La població ha evolucionat segons el següent gràfic:
Habitants censats

### Habitatges
El 2007 hi havia 1.413 habitatges, 1.292 eren l'habitatge principal de la família, 62 eren segones residències i 60 estaven desocupats. 1.273 eren cases i 141 eren apartaments. Dels 1.292 habitatges principals, 1.142 estaven ocupats pels seus propietaris, 128 estaven llogats i ocupats pels llogaters i 22 estaven cedits a títol gratuït; 5 tenien una cambra, 26 en tenien dues, 128 en tenien tres, 314 en tenien quatre i 818 en tenien cinc o més. 1.152 habitatges disposaven pel capbaix d'una plaça de pàrquing. A 418 habitatges hi havia un automòbil i a 829 n'hi havia dos o més.

### Piràmide de població
La piràmide de població per edats i sexe el 2009 era:
| Homes | Edats   | Dones |
| ----- | ------- | ----- |
| 0     | 95 o +  | 0     |
| 0     | 90 a 94 | 4     |
| 12    | 85 a 89 | 8     |
| 20    | 80 a 84 | 24    |
| 32    | 75 a 79 | 44    |
| 64    | 70 a 74 | 48    |
| 52    | 65 a 69 | 40    |
| 72    | 60 a 64 | 88    |
| 68    | 55 a 59 | 76    |
| 156   | 50 a 54 | 136   |
| 112   | 45 a 49 | 132   |
| 144   | 40 a 44 | 148   |
| 152   | 35 a 39 | 140   |
| 80    | 30 a 34 | 64    |
| 60    | 25 a 29 | 76    |
| 76    | 20 a 24 | 32    |
| 136   | 15 a 19 | 148   |
| 144   | 10 a 14 | 124   |
| 112   | 5 a 9   | 104   |
| 52    | 0 a 4   | 52    |

## Economia
El 2007 la població en edat de treballar era de 2.399 persones, 1.756 eren actives i 643 eren inactives. De les 1.756 persones actives 1.670 estaven ocupades (895 homes i 775 dones) i 87 estaven aturades (32 homes i 55 dones). De les 643 persones inactives 208 estaven jubilades, 214 estaven estudiant i 221 estaven classificades com a «altres inactius».

### Ingressos
El 2009 a Allinges hi havia 1.396 unitats fiscals que integraven 3.854,5 persones, la mediana anual d'ingressos fiscals per persona era de 23.356 €.

### Activitats econòmiques
Dels 170 establiments que hi havia el 2007, 3 eren d'empreses extractives, 5 d'empreses alimentàries, 2 d'empreses de fabricació de material elèctric, 13 d'empreses de fabricació d'altres productes industrials, 40 d'empreses de construcció, 29 d'empreses de comerç i reparació d'automòbils, 4 d'empreses de transport, 6 d'empreses d'hostatgeria i restauració, 4 d'empreses d'informació i comunicació, 5 d'empreses financeres, 12 d'empreses immobiliàries, 22 d'empreses de serveis, 19 d'entitats de l'administració pública i 6 d'empreses classificades com a «altres activitats de serveis».
Dels 39 establiments de servei als particulars que hi havia el 2009, 1 era una oficina de correu, 1 funerària, 4 tallers de reparació d'automòbils i de material agrícola, 4 paletes, 5 guixaires pintors, 8 fusteries, 9 lampisteries, 3 electricistes, 1 empresa de construcció, 1 perruqueria i 2 restaurants.
Dels 10 establiments comercials que hi havia el 2009, 1 era una botiga de més de 120 m², 3 fleques, 2 carnisseries, 1 una peixateria, 1 una botiga d'electrodomèstics, 1 una botiga de mobles i 1 una botiga de material de revestiment de parets i terra.
L'any 2000 a Allinges hi havia 29 explotacions agrícoles que ocupaven un total de 672 hectàrees.

## Equipaments sanitaris i escolars
L'únic equipament sanitari que hi havia el 2009 era una farmàcia.
El 2009 hi havia 1 escola maternal i 1 escola elemental.

## Poblacions més properes
El següent diagrama mostra les poblacions més properes.